# Athetis glauca
Athetis glauca là một loài bướm đêm trong họ Noctuidae.